# Will Addison
Pour les articles homonymes, voir Addison, William Addison et William Addison (4e vicomte Addison).

a Compétitions nationales et continentales officielles uniquement.

b Matchs officiels uniquement.
Dernière mise à jour le 27 décembre 2024.
Will Addison, né le 20 août 1992 à Penrith (Angleterre), est un joueur international irlandais de rugby à XV jouant aux postes de centre, arrière ou ailier aux Sale Sharks.

## Biographie
Will Addison naît à Penrith en Angleterre. Il est d'origine irlandaise du côté de sa grand-mère née dans le comté de Fermanagh. Il formé aux Sale Sharks et fait ses débuts professionnels avec ce club en 2010,.
Pendant la saison 2017-2018, il est désigné capitaine des Sale Sharks en l'absence de Josh Beaumont.
En 2018, il rejoint l'Irlande du Nord et signe pour l'Ulster.
Du fait de ses origines irlandaises, il est sélectionné pour la première fois avec l'équipe d'Irlande pour la tournée de novembre 2018, et obtient sa première sélection ce mois-ci contre l'Italie.
Il fait son retour aux Sale Sharks lors de la saison 2024-2025.